# Углы (Брагинский район)
Углы (бел. Вуглы́) — агрогородок в Угловском сельсовете Брагинского района Гомельской области Белоруссии. Административный центр Угловского сельсовета.

## География

### Расположение
В 9 км на север от Брагина, 25 км от железнодорожной станции Хойники (на ветке Василевичи — Хойники от линии Калинковичи - Гомель), 137 км от Гомеля.

### Водная система
На востоке канава Щевбинская.

## Транспортная система
Транспортная связь по просёлочной, затем автомобильной дороге Брагин — Хойники.
Планировка состоит из чуть изогнутой улицы, ориентированной с юго-запада на северо-восток. Застроена деревянными домами усадебного типа.

## История
Известна с начала XIX века в Речицком уезде Минской губернии. В 1811 году владение Ракицких. Согласно переписи 1897 года находились школа грамоты, ветряная мельница, в Брагинской волости Речицкого уезда.
С 8 декабря 1926 года по 30 декабря 1927 года и по 16 июля 1954 года центр Вуглоўскага сельсовета Брагинского района Речицкого и с 9 июня 1927 года Гомельского (с 26 июля 1930 года) округов, с 20 февраля 1938 года Полесской, с 8 января 1954 года Гомельской областей. В 1931 году организован колхоз «Красная Дубрава», работала кузница. Во время Великой Отечественной войны немецкие оккупанты сожгли деревню и убили 56 жителей. На фронтах и в партизанской борьбе погибли 142 жителя деревни. В память о них в 1967 году в сквере, около здания правления колхоза установлен обелиск. Центр колхоза имени Ф. Энгельса. Располагались средняя школа, Дом культуры, фельдшерско-акушерский пункт, детский сад, отделение связи, магазин.
Поблизости есть железорудные месторождения.
В состав Угловского сельсовета в 1974 года входил ныне не существующий посёлок Рогозин.
25 сентября 2009 года деревня Углы преобразована в агрогородок.

## Население

### Численность
- 2004 год — 84 двора, 253 жителя

### Динамика
- 1850 год — 25 дворов
- 1897 год — 48 дворов, 320 жителей (согласно переписи)
- 1909 год — 50 дворов, 342 жителя
- 1930 год — 89 дворов, 472 жителя
- 1959 год — 401 житель (согласно переписи)
- 2004 год — 84 двора, 253 жителя

## Культура
- Дом культуры
- Библиотека
- Музей ГУО "Угловская средняя школа"

## Галерея

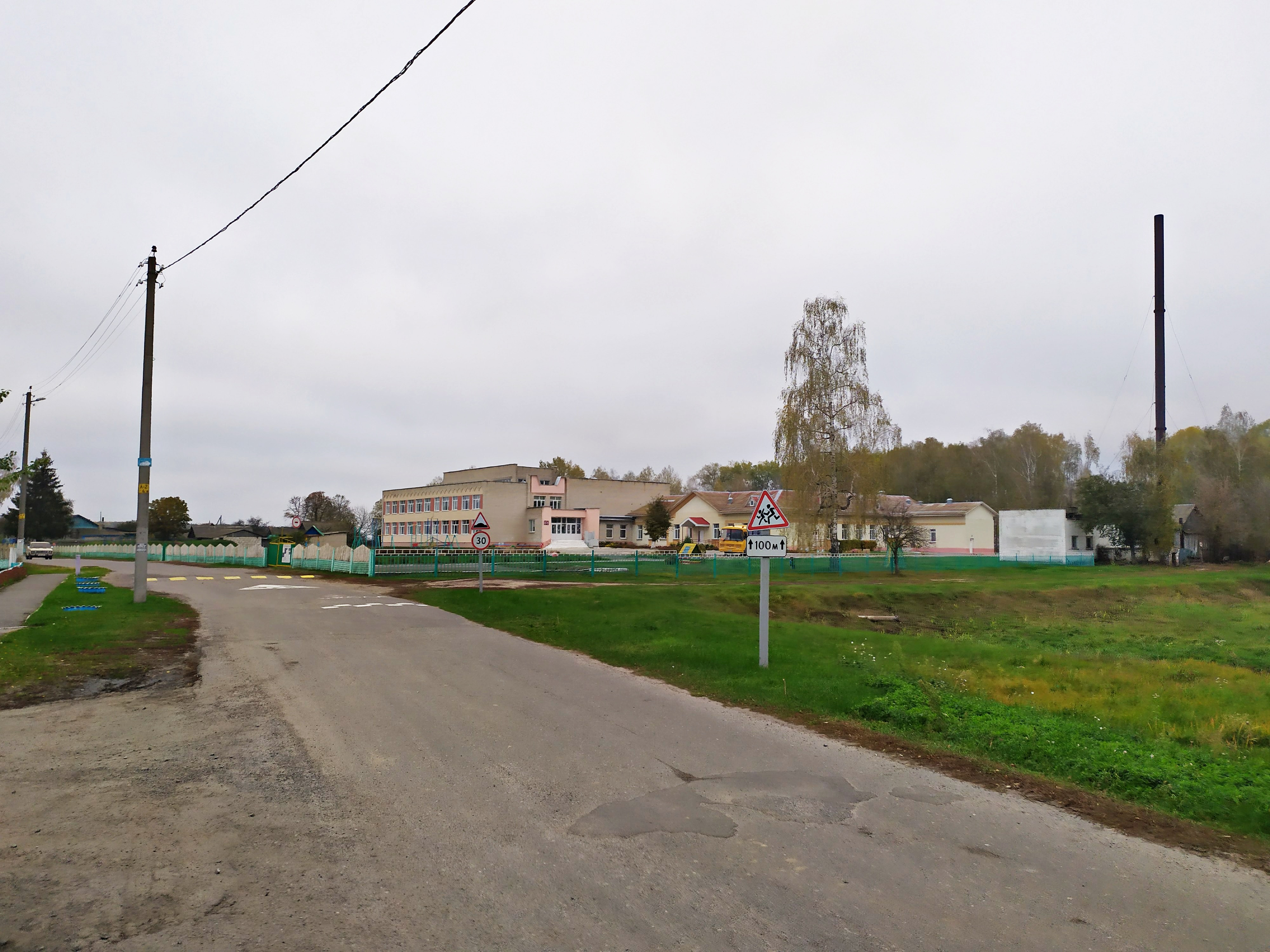
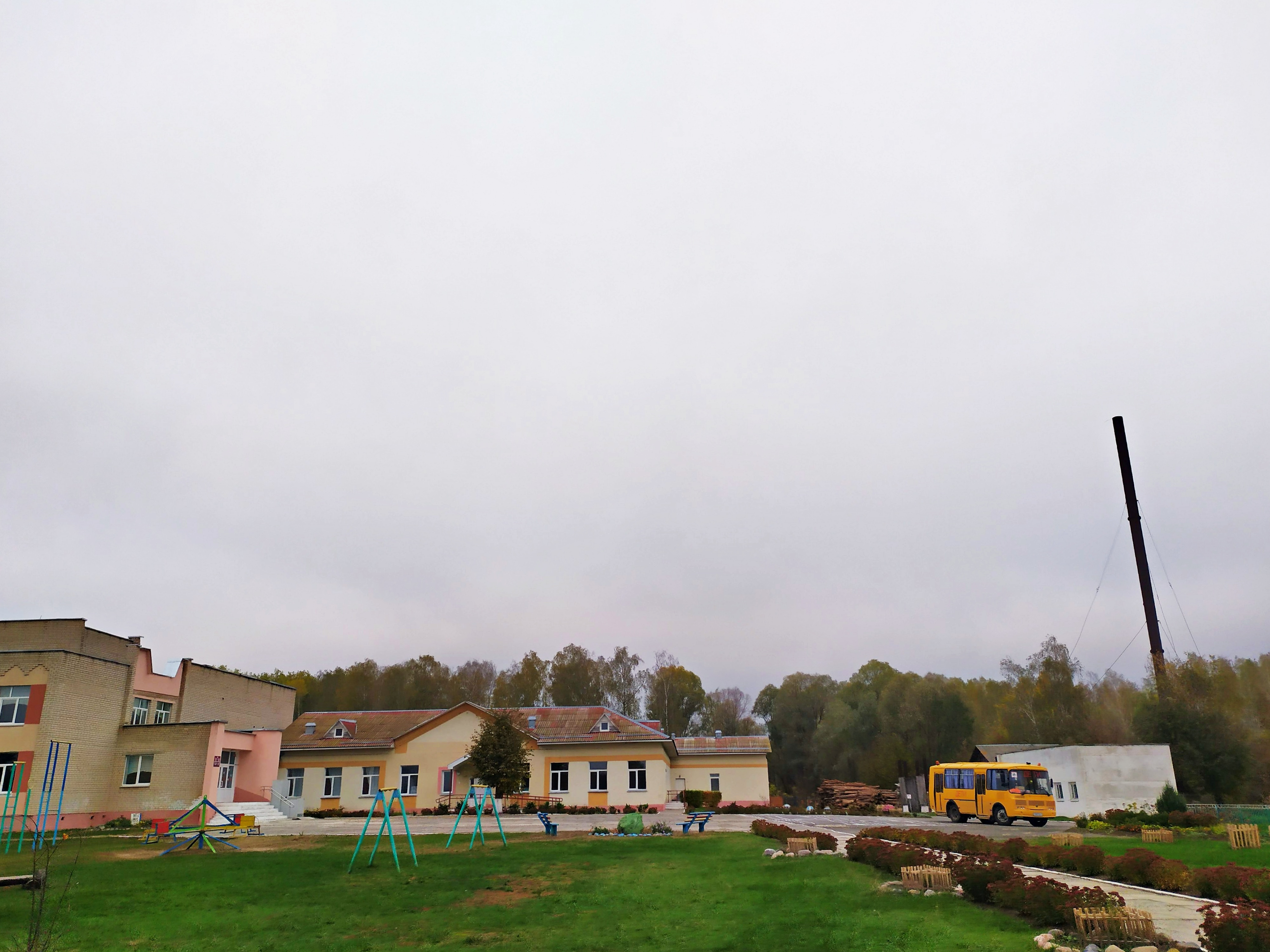
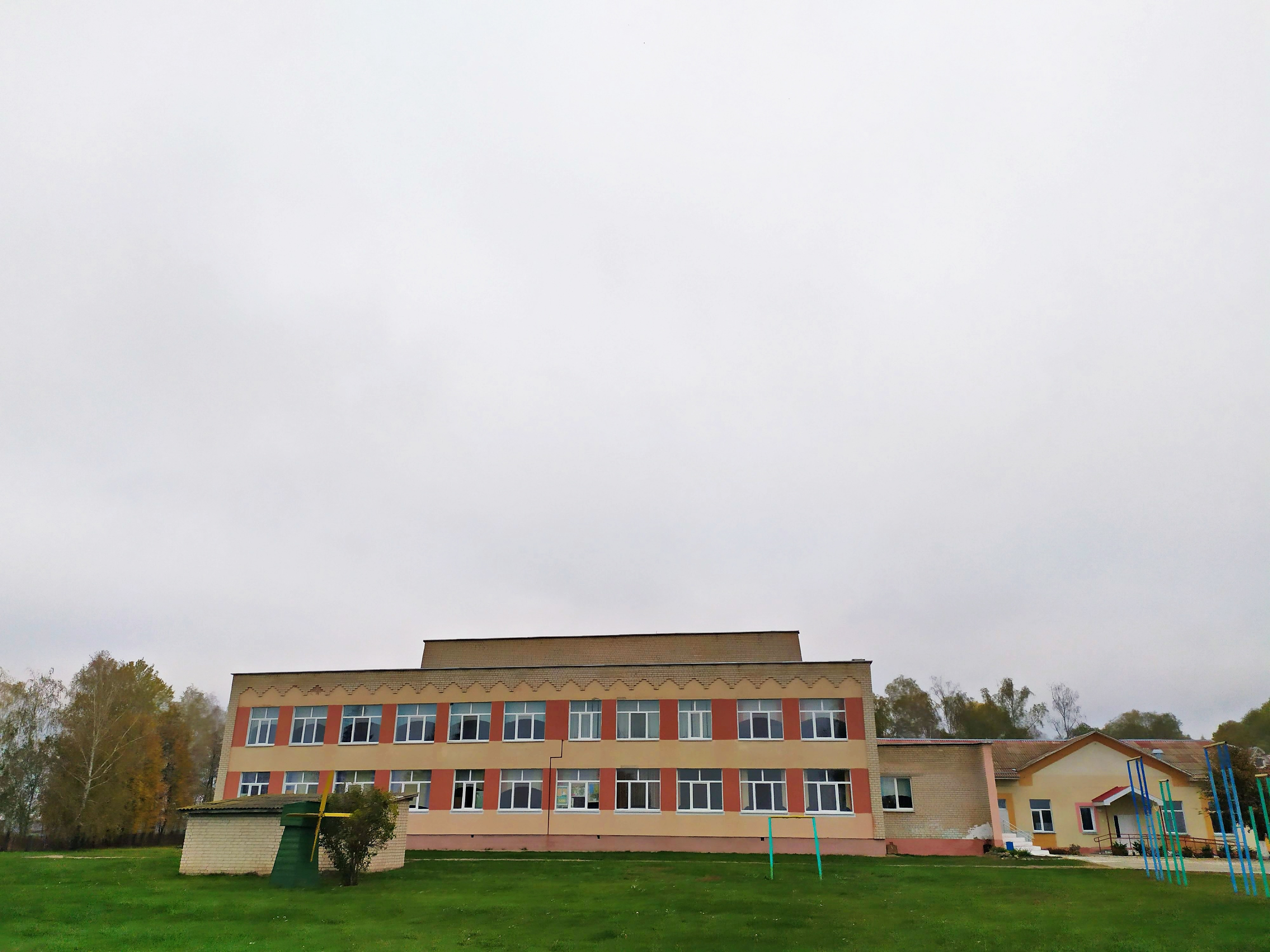
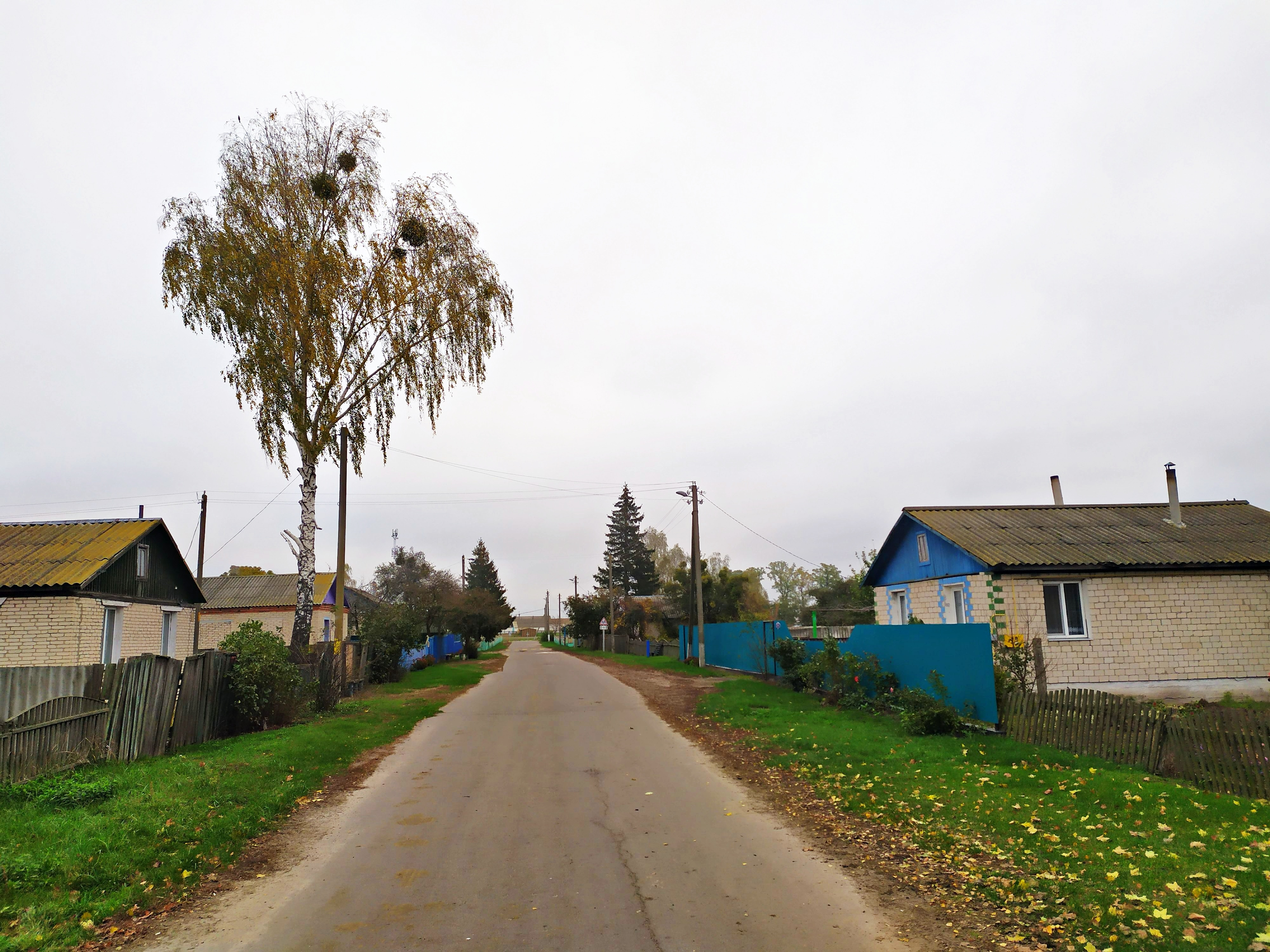
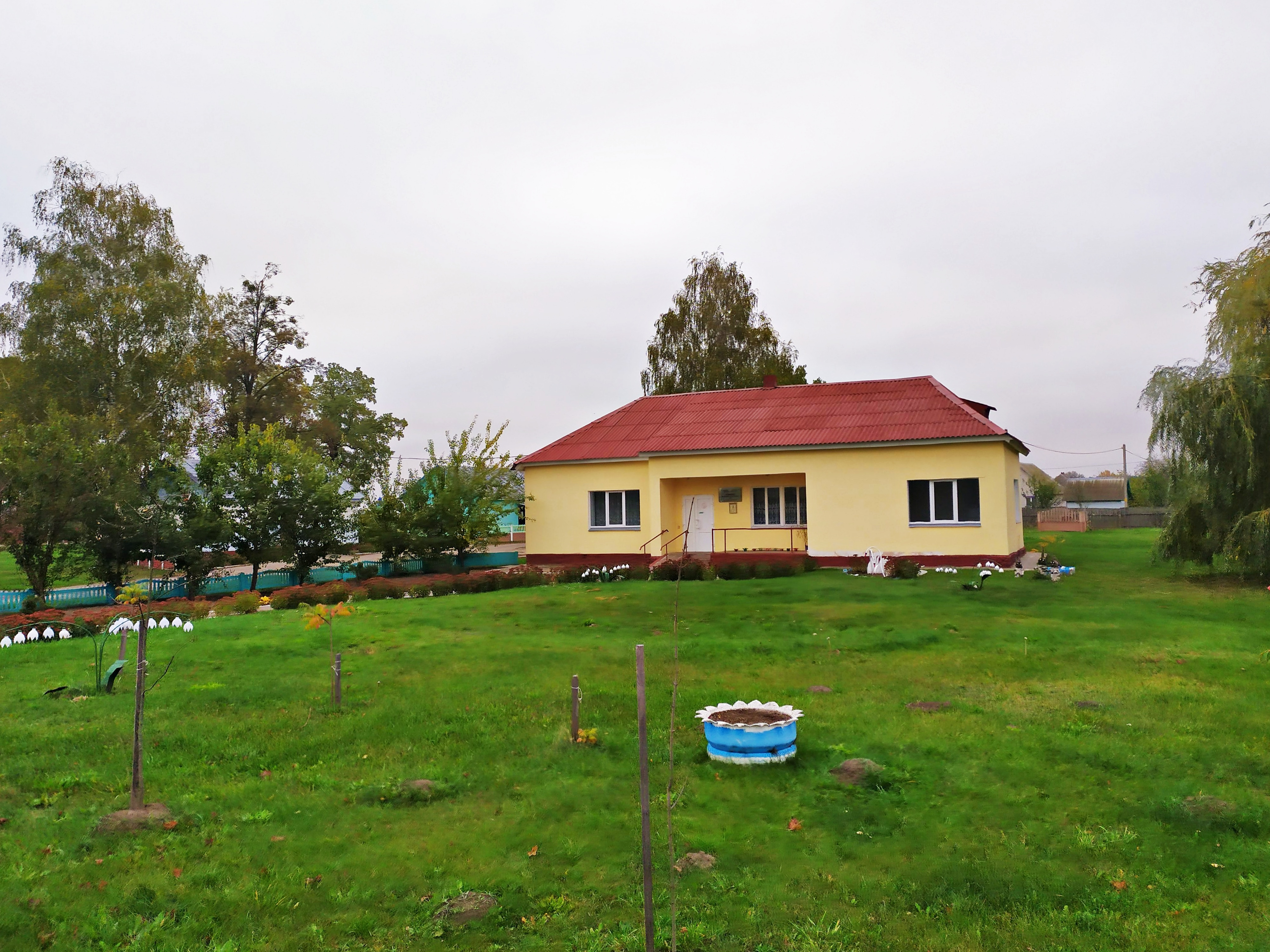
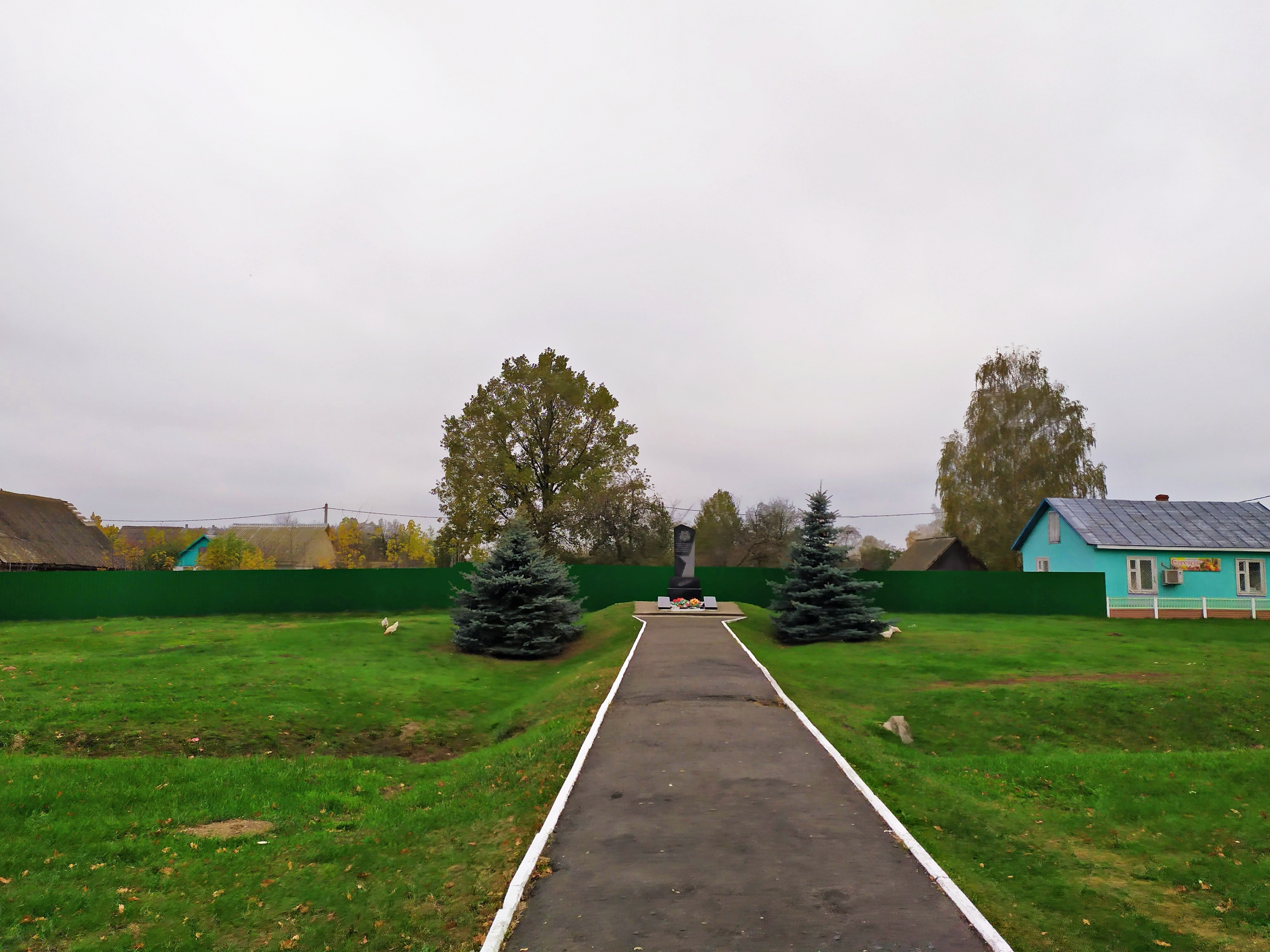
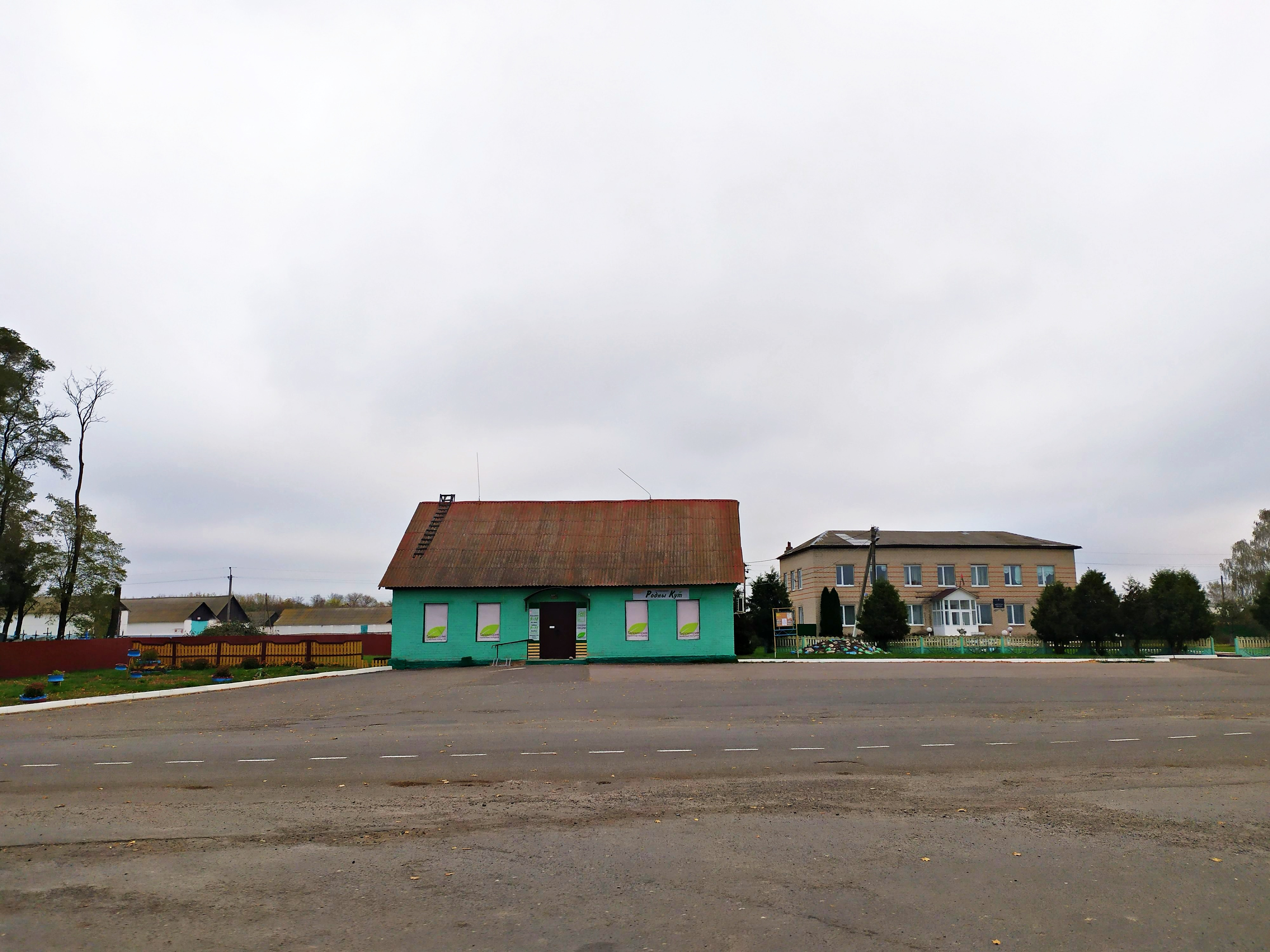
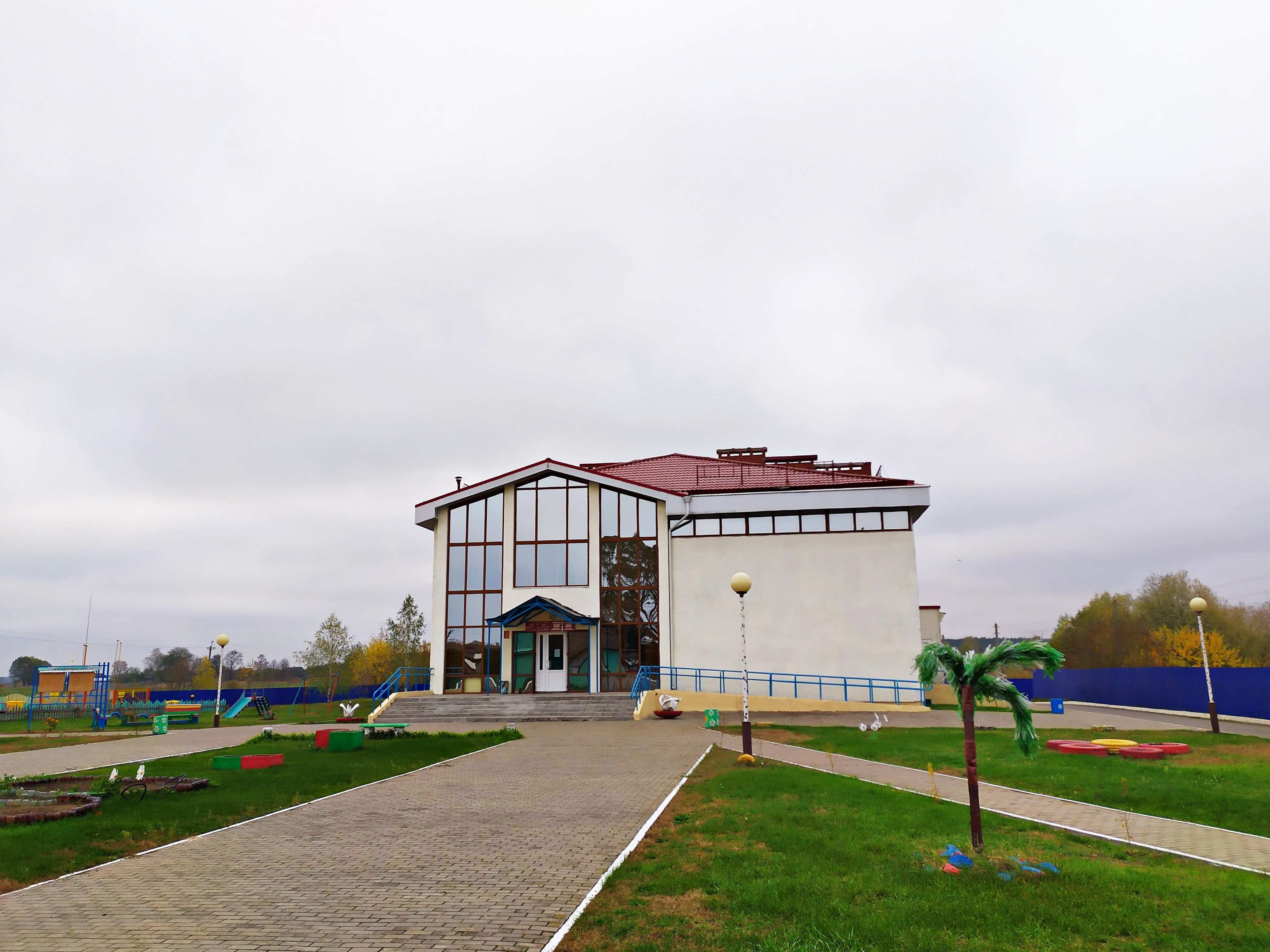
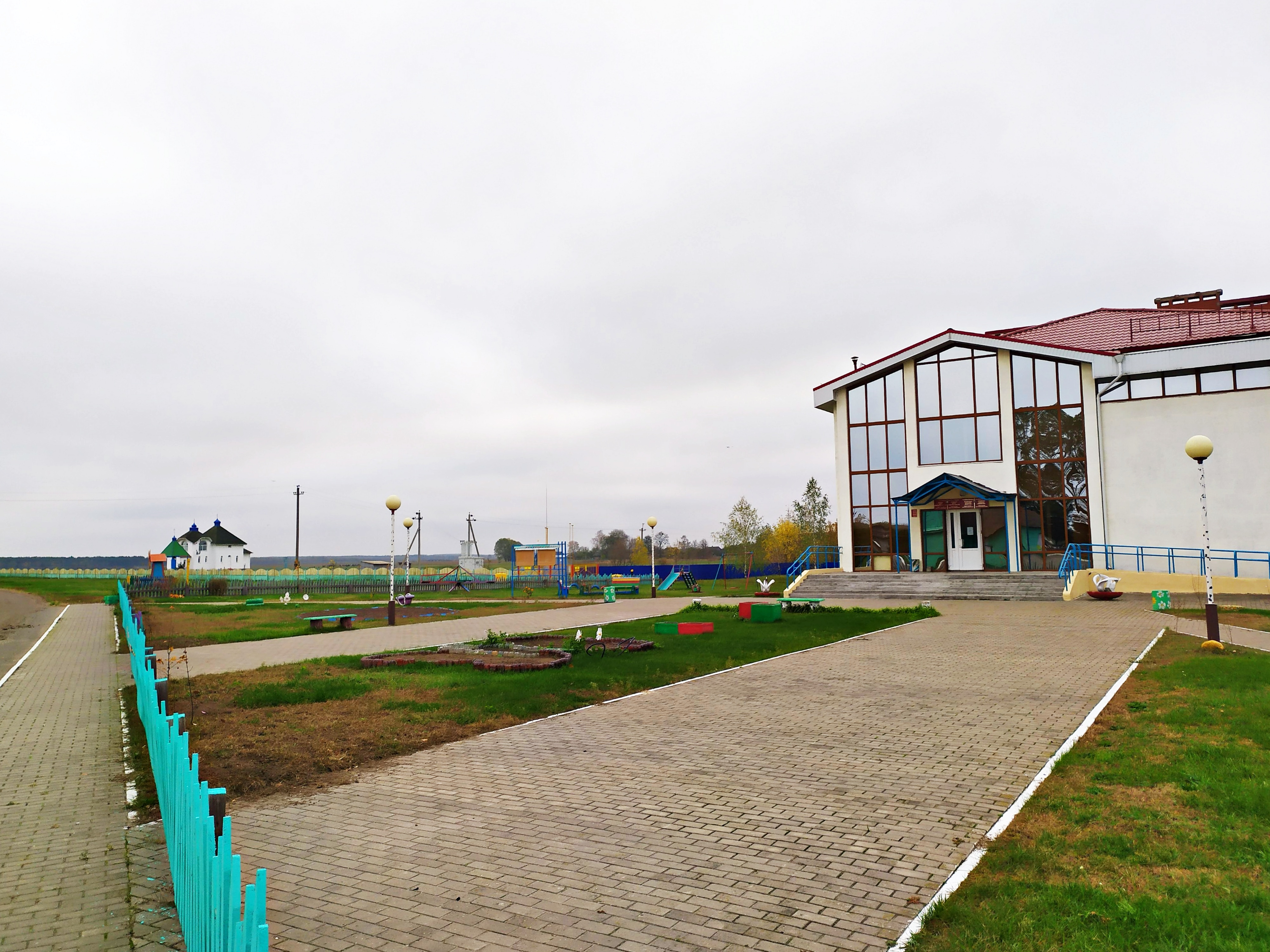

## Достопримечательность
- Воинский мемориал
- Храм в честь иконы Божией Матери

## Известные уроженцы
- Делец Михаил Иванович — государственный деятель БССР